# LG G3 Stylus
LG G3 Stylus — Android-смартфон, разработанный LG Electronics. Это недорогой фаблет, созданный по образцу LG G3 и оснащенный стилусом, который можно использовать для рисования и сенсорного ввода.

## Прием
NDTV Gadgets отметила, что G3 Stylus, несмотря на свое название, не был построен в соответствии с теми же характеристиками, что и G3, учитывая его дисплей с более низким разрешением, «довольно заурядный» процессор и отсутствие дополнительных деталей дизайна, присутствующих в G3. Стилус критиковали только за то, что он был «пассивным» аксессуаром без специальной поддержки в программном обеспечении устройства для определения того, когда он используется, или за чувствительность к давлению (аналогично серии Galaxy Note), за исключением приложений, которые имели смысл для использования с стилус, например QuickMemo. Камеру считали «приличной, хотя и не особенно впечатляющей», полагая, что ее достаточно для случайного обмена в Интернете. В заключение следует отметить, что G3 Stylus был охарактеризован как «достаточно хороший телефон», но с завышенной ценой по сравнению с аналогичными устройствами с лучшими характеристиками.